# Грана
Грана је део дрвета који расте из стабла или, у случају жбуна, из самог корена. У зависности од врсте биљке разликују се дужина, дебљина или боја грана. Већина грана расте дијагонално навише, док у неким случајевима расту хоризонтално или вертикално.